# 寻相
寻相（?—?），隋朝末年刘武周的属将，刘武周与唐军作战时，夏县的起事领袖吕崇茂向宋金刚求援，宋金刚派遣手下将领尉迟敬德、寻相带兵援救夏县。唐军统帅李孝基、独孤怀恩、于筠、唐俭以及行军总管刘世让都被尉迟敬德和寻相俘虏。尉迟敬德、寻相返回浍州时，唐朝秦王李世民派兵部尚书殷开山、总管秦叔宝带兵在美良川截击，击败尉迟敬德，杀了二千多人。不久，尉迟敬德、寻相又带精骑往蒲反援救王行本，李世民自己率领三千步骑兵到安邑击败尉迟敬德。尉迟敬德、寻相二人只身逃脱，部下全部被俘。秦王李世民在吕州追上寻相，将他打得大败，尉迟敬德推守介休，李世民派任城王李道宗、宇文士及前去晓谕，尉迟敬德于是和寻相以介休、永安二县降唐。在攻打王世充的时候，寻相逃跑，不知所终。